# Félix Borja
Félix Borja (Esmeraldas, Provincia de Esmeraldas, Ecuador, 2 de abril de 1983) es un exfutbolista ecuatoriano que jugaba de delantero.

## Trayectoria
Félix Borja inició su carrera en El Nacional, logrando debutar en el 2001, año en que jugó 9 partidos. En el 2005 marcó 26 tantos y fue uno de los 30 mejores goleadores del mundo, además de salir campeón con el equipo "militar". En la Copa Libertadores 2006 fue goleador del torneo, teniendo grandes actuaciones, siendo finalmente vendido al fútbol griego para jugar por el Olympiacos FC. En Grecia el canguro se consagra campeón de la liga, anotando varios goles importantes.
A mediados del 2007 es transferido al 1. FSV Maguncia 05 donde se convierte en figura del equipo. Sopresivamente en 2011 y luego de varias temporadas exitosas en Alemania, Borja ficha por Puebla Fútbol Club, destacando desde su llegada. En ese mismo año es transferido al Club de Fútbol Pachuca. En enero de 2014 decide regresar a jugar en Ecuador, fichando por Liga Deportiva Universitaria de Quito.
A inicios de agosto de 2014 es prestado al Chivas USA de Los Ángeles.

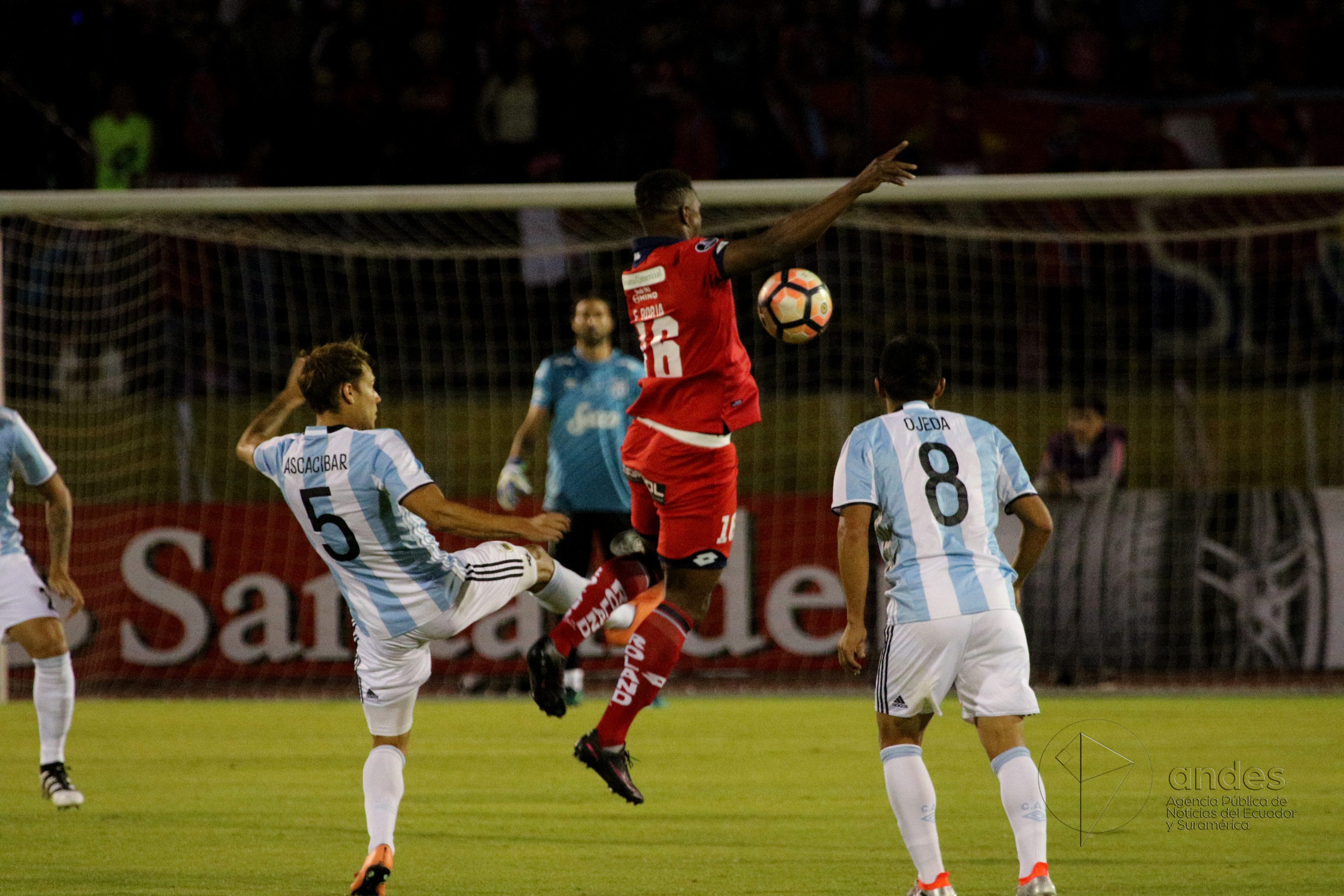
Borja en un partido de Copa Libertadores ante Atlético Tucumán.

## Selección nacional

### Categorías inferiores
Fue seleccionado juvenil en el Mundial Sub-20 del 2001 en Argentina.

#### Participaciones en Copas del Mundo Juveniles
| Mundial                     | Sede      | Resultado        | PJ | GA | Asis |
| --------------------------- | --------- | ---------------- | -- | -- | ---- |
| Copa Mundial Sub-20 de 2001 | Argentina | Octavos de final | 4  | 0  | 1    |

### Selección absoluta
Ha sido internacional con la selección de fútbol de Ecuador 21 ocasiones. Su debut fue el 17 de agosto de 2005 en un partido amistoso ante la selección de fútbol de Venezuela.

#### Participaciones enCopas del Mundo
| Mundial                  | Sede     | Resultado        | PJ | GA | Asis |
| ------------------------ | -------- | ---------------- | -- | -- | ---- |
| Mundial de Alemania 2006 | Alemania | Octavos de final | 1  | 0  | 0    |

#### Participaciones enEliminatorias al Mundial
| Eliminatoria                            | Sede                   | Sede del Mundial       | Posición               | Resultado   | PJ | GA | Asis |
| --------------------------------------- | ---------------------- | ---------------------- | ---------------------- | ----------- | -- | -- | ---- |
| Eliminatorias Mundial de Alemania 2006  | América del Sur        | Alemania               | 3°lugar 28pts          | Clasificado | 2  | 0  | 0    |
| Eliminatorias Mundial de Sudáfrica 2010 | América del Sur        | Sudáfrica              | 6°lugar 23pts          | Eliminado   | 3  | 0  | 0    |
| Eliminatorias Mundial de Brasil 2014    | América del Sur        | Brasil                 | 4°lugar 25pts          | Clasificado | 1  | 0  | 0    |
| Total en Eliminatorias                  | Total en Eliminatorias | Total en Eliminatorias | Total en Eliminatorias | 2/3         | 6  | 0  | 0    |

#### Participaciones enCopas América
| Torneo                 | Sede                   | Resultado              | PJ | GA | Asis |
| ---------------------- | ---------------------- | ---------------------- | -- | -- | ---- |
| Copa América 2001      | Colombia               | Fase de grupos         | 0  | 0  | 0    |
| Copa América 2007      | Venezuela              | Fase de grupos         | 2  | 0  | 0    |
| Total en Copas América | Total en Copas América | Total en Copas América | 2  | 0  | 0    |

## Clubes
| Club           | País           | Año         |
| -------------- | -------------- | ----------- |
| El Nacional    | Ecuador        | 1999 - 2006 |
| Olympiacos     | Grecia         | 2006 - 2007 |
| Mainz 05       | Alemania       | 2007 - 2010 |
| Puebla         | México         | 2011        |
| Pachuca        | México         | 2011 - 2012 |
| Puebla         | México         | 2013        |
| Liga de Quito  | Ecuador        | 2014        |
| Chivas USA     | Estados Unidos | 2014        |
| Real Garcilaso | Perú           | 2015        |
| Mushuc Runa    | Ecuador        | 2015        |
| South China AA | Hong Kong      | 2016        |
| El Nacional    | Ecuador        | 2017        |

## Palmarés

### Campeonatos nacionales
| Título                 | Club          | País    | Año         |
| ---------------------- | ------------- | ------- | ----------- |
| Campeonato Ecuatoriano | El Nacional   | Ecuador | 2005        |
| Super Liga de Grecia   | Olympiacos FC | Grecia  | 2006 - 2007 |

### Distinciones individuales
| Distinción                       | Año  |
| -------------------------------- | ---- |
| Goleador de la Copa Libertadores | 2006 |